# Vanamõisa (Hiiumaa)
Vanamõisa is een plaats in de Estlandse gemeente Hiiumaa, provincie Hiiumaa. De plaats heeft de status van dorp (Estisch: küla).
Tot in oktober 2017 lag de plaats in de gemeente Emmaste. In die maand ging Emmaste op in de fusiegemeente Hiiumaa.

## Bevolking
Het dorp had 9 inwoners op 31 december 2011 en ook 9 inwoners op 31 december 2021.

## Ligging
De plaats ligt aan de westkust van het eiland Hiiumaa, aan de Baai van Vanamõisa (Estisch: Vanamõisa laht). Het kustgebied is onder de naam Vanamõisa lahe hoiuala een beschermd natuurgebied met een oppervlakte van 4,4 ha.
De Tugimaantee 84, de secundaire weg van Emmaste naar Luidja, komt langs Vanamõisa.

## Geschiedenis
In Vanamõisa lag vermoedelijk het centrum van het landgoed Alliksaare, dat in 1564 voor het eerst werd vermeld en in 1620 geheel ontvolkt was en braak lag. Vanamõisa werd voor het eerst genoemd in 1726 als Wanna Moysa, een groepje boerderijen op het landgoed van Kassari, dat naast het eiland Kassari ook stukken van het eiland Hiiumaa bezat. In 1844 stond Vanamõisa onder de naam Wannamois bekend als dorp.
Tussen 1977 en 1997 maakte Vanamõisa deel uit van het buurdorp Sinima.